# Coleochloa
Genre
Coleochloa est un genre de plantes de la famille des Cyperaceae.

## Liste d'espèces
Selon Catalogue of Life (12 septembre 2017) :
- Coleochloa abyssinica (Hochst. ex A.Rich.) Gilly
- Coleochloa domensis Muasya & D.A.Simpson
- Coleochloa glabra Nelmes
- Coleochloa microcephala Nelmes
- Coleochloa pallidior Nelmes
- Coleochloa schweinfurthiana (Boeckeler) Nelmes
- Coleochloa setifera (Ridl.) Gilly
- Coleochloa virgata (K.Schum.) Nelmes

Selon NCBI (12 septembre 2017) :
- Coleochloa abyssinica
- Coleochloa setifera

Selon The Plant List (12 septembre 2017) :
- Coleochloa abyssinica (Hochst. ex A.Rich.) Gilly
- Coleochloa domensis Muasya & D.A.Simpson
- Coleochloa glabra Nelmes
- Coleochloa microcephala Nelmes
- Coleochloa pallidior Nelmes
- Coleochloa schweinfurthiana (Boeckeler) Nelmes
- Coleochloa setifera (Ridl.) Gilly
- Coleochloa virgata (K.Schum.) Nelmes

Selon Tropicos (12 septembre 2017) (Attention liste brute contenant possiblement des synonymes) :
- Coleochloa abyssinica (Hochst. ex A. Rich.) Gilly
- Coleochloa glabra Nelmes
- Coleochloa microcephala Nelmes
- Coleochloa oliveri (Boeckeler) Gilly
- Coleochloa pallidior Nelmes
- Coleochloa rehmanniana (C.B. Clarke) Gilly
- Coleochloa schweinfurthiana (Boeckeler) Nelmes
- Coleochloa setifera (Ridl.) Gilly
- Coleochloa villosula (C.B. Clarke) Gilly
- Coleochloa virgata (K. Schum.) Nelmes